# Liste der Baudenkmäler in Breitbrunn (Unterfranken)
Auf dieser Seite sind die Baudenkmäler in der unterfränkischen Gemeinde Breitbrunn zusammengestellt. Diese Tabelle ist eine Teilliste der Liste der Baudenkmäler in Bayern. Grundlage ist die Bayerische Denkmalliste, die auf Basis des Bayerischen Denkmalschutzgesetzes vom 1. Oktober 1973 erstmals erstellt wurde und seither durch das Bayerische Landesamt für Denkmalpflege geführt wird. Die folgenden Angaben ersetzen nicht die rechtsverbindliche Auskunft der Denkmalschutzbehörde.
 Diese Liste gibt den Fortschreibungsstand vom 15. April 2020 wieder und enthält 14 Baudenkmäler.

## Baudenkmäler nach Gemeindeteilen

### Breitbrunn
| Lage                                                                               | Objekt                              | Beschreibung | Akten-Nr.              | Bild             |
| ---------------------------------------------------------------------------------- | ----------------------------------- | --- | ---------------------- | ---------------- |
| Bräunleinsgasse 1 (Standort)                                                       | Bauernhaus                          | Eingeschossiges und traufständiges Halbwalmdachhaus mit Fachwerkgiebel und geohrten Fensterrahmen, frühklassizistisch, bezeichnet „1809“           | D-6-74-118-13 Wikidata | Bauernhaus       |
| Hauptstraße (Standort)                                                             | Wegkreuz                            | Dreinageltypus auf Inschriftsockel, Sandstein, bezeichnet „1879“; in der Ortsmitte                                                                 | D-6-74-118-9 Wikidata  | weitere Bilder   |
| Hauptstraße 14 (Standort)                                                          | Bildstockgehäuse                    | Über Mensa, Sandstein, 18./19. Jahrhundert | D-6-74-118-1 Wikidata  | Bildstockgehäuse |
| Hofstraße 4; Kirchweg (Standort)                                                   | Wegkreuz                            | Neugotischer Dreinageltypus aus Sandstein auf gestuftem Sockel, bezeichnet „1891“                                                                  | D-6-74-118-8 Wikidata  | Wegkreuz         |
| Kindergartenstraße, am nördlichen Ende (Standort)                                  | Bildstock                           | In Bassgeigenform, spätbarock, bezeichnet „1797“                                                                                                   | D-6-74-118-2 Wikidata  | Bildstock        |
| Kirchweg 4 (Standort)                                                              | Katholische Pfarrkirche St Matthäus | Saalbau mit Satteldach und eingezogenem Chor, Westturm mit Spitzhelm, Sandsteinquaderbau, 1930 von Schmidt (Schonungen) und Niedermeier (Würzburg) | D-6-74-118-7 Wikidata  | weitere Bilder   |
| Leitenstraße (Standort)                                                            | Kriegerdenkmal für 1914/18          | Sandsteinpyramide mit Relief auf Inschriftsockel, von zwei Löwen flankiert, um 1920 von A. Thomann (Eltmann)                                       | D-6-74-118-14 Wikidata | weitere Bilder   |
| Point; zwischen zwei Linden oberhalb der Steinbrüche westlich des Ortes (Standort) | Wegkreuz                            | Dreinageltypus auf Inschriftsockel, Sandstein, bezeichnet „1911“                                                                                   | D-6-74-118-10 Wikidata | weitere Bilder   |
| Utz, am Steinbruchsweg (Standort)                                                  | Bildstock                           | Aus Sandstein, mit den Heiligen Georg, Andreas und Wendelin, frühklassizistisch, bezeichnet „1798“                                                 | D-6-74-118-11 Wikidata | weitere Bilder   |

### Hermannsberg
| Lage                                                                   | Objekt                         | Beschreibung                                                                                             | Akten-Nr.              | Bild           |
| ---------------------------------------------------------------------- | ------------------------------ | --- | ---------------------- | -------------- |
| Schönbrunner Fußsteig; am Südrand des Ortes zwischen Bäumen (Standort) | Wegkreuz                       | Dreinageltypus auf Inschriftsockel, Sandstein, neugotisch, bezeichnet „1887“                             | D-6-74-118-12 Wikidata | Wegkreuz       |
| Von Guttenberg-Straße 2 (Standort)                                     | Gut Hermannsberg, Gutshof      | Zweigeschossiger Walmdachbau mit verputztem Fachwerkobergeschoss, Anfang 18. Jahrhundert, 1911 erweitert | D-6-74-118-15 Wikidata | weitere Bilder |
| Von Guttenberg-Straße 2 (Standort)                                     | Gut Hermannsberg, Nebengebäude | Eingeschossiger Halbwalmdachbau mit Fachwerkgiebel, um 1800                                              | D-6-74-118-15          | BW             |
| Von Guttenberg-Straße 2 (Standort)                                     | Gut Hermannsberg, Scheune      | Mit Rundbogentor, über älterem massivem Kern des 18. Jahrhunderts, nach Brand 1961 neu ergänzt           | D-6-74-118-15          | weitere Bilder |

### Kottendorf
| Lage                           | Objekt              | Beschreibung | Akten-Nr.              | Bild            |
| ------------------------------ | ------------------- | --- | ---------------------- | --------------- |
| Nach Breitbrunn (Standort)     | Säulenbildstock     | Mit Kreuzigung und Pietà, im Sockel Relief eines tödlichen Unfalls, aus Sandstein, spätbarock, bezeichnet „1767“ | D-6-74-118-16 Wikidata | Säulenbildstock |
| Nähe Kapellenstraße (Standort) | Katholische Kapelle | Traufständiger Satteldachbau mit Dachreiter, neugotisch, 1887                                                    | D-6-74-118-3 Wikidata  | weitere Bilder  |

### Lußberg
| Lage                                                                   | Objekt     | Beschreibung           | Akten-Nr.             | Bild           |
| ---------------------------------------------------------------------- | ---------- | ---------------------- | --------------------- | -------------- |
| Dorfäcker; an der Straße nach Salmsdorf, bei der Hasenmühle (Standort) | Wegkapelle | Satteldachbau, um 1900 | D-6-74-118-4 Wikidata | weitere Bilder |